# سيدريك سميث (رسام)
سيدريك سميث (بالإنجليزية: Cedric Smith)‏ هو رسام أمريكي، ولد في 1971.